# Пинюг
Пи́нюг — посёлок городского типа в Подосиновском районе Кировской области России. Составляет Пинюгское городское поселение.
Расстояние до областного центра города Кирова — 242 км.

## История
Основан в 1895 году при строительстве Пермь — Котласской железной дороги как станция Пинюг, расположенная в северо-восточной части Никольского уезда Вологодской губернии.
В 1908 году при железнодорожной станции открыто Пинюгское железнодорожное воскресное училище для взрослых, содержавшееся на средства Пермской железной дороги. На 1918 год в училище состояло 50 мужчин и 35 женщин.
В августе 1929 года началось строительство железной дороги Пинюг — Сыктывкар, на котором работали (к началу 1931 года 18 тысяч человек. Однако в марте 1933 года работы были приостановлены, когда дорога была готова на 30 %. ОГПУ вывезло рабочую силу, оборудование и сняло уже уложенные рельсы.
Статус посёлка городского типа получен в 1964 году.

## Население
| 1959  | 1970  | 1979  | 1989  | 2002  | 2009  | 2010  | 2012  | 2013  |
| ----- | ----- | ----- | ----- | ----- | ----- | ----- | ----- | ----- |
| 8087  | ↘6816 | ↘5093 | ↘4020 | ↘3006 | ↘2540 | ↘2344 | ↘2295 | ↘2222 |
| 2014  | 2015  | 2016  | 2017  | 2018  | 2019  | 2020  | 2021  |       |
| ↘2155 | ↘2037 | ↘1953 | ↘1869 | ↘1802 | ↘1725 | ↘1685 | ↘1437 |       |

## Экономика
В Пинюге находятся предприятия лесной промышленности (ООО «Пинюгское лесопромышленное объединение») и железнодорожного транспорта — станция  Горьковской железной дороги, станция и локомотивное депо Пинюгской узкоколейной железной дороги.

### Транспорт
В посёлке расположена железнодорожная станция Пинюг на линии Киров — Котлас, в 242 км к северо-западу от станции Киров. На станции имеется пункт технического обслуживания локомотивов (ПТОЛ), имеется дом отдыха локомотивных бригад. В посёлке находится одна из немногих в России работающих узкоколейных железных дорог. На данный момент УЖД перестала существовать.

## Культура
В посёлке работает средняя школа, поселковый дом культуры, поселковая библиотека.

## Достопримечательности
- Воинские захоронения времён Великой Отечественной войны.
- Памятник воину-освободителю. Установлен в 1975 году.

### Пинюгская УЖД
- Пинюгская узкоколейная железная дорога на «Сайте о железной дороге» (недоступная ссылка) Сергея Болашенко
- Имя которому — СЕВЕР Архивная копия от 7 марта 2016 на Wayback Machine на сайте Переезд.ру
- Пинюг — статья из Большой советской энциклопедии.

### Карты
- Топографическая карта P-38-144-A,B Архивная копия от 10 июня 2015 на Wayback Machine